# Johnno Cotterill
Johnno Cotterill (Sydney, 1987. október 27. –) ausztrál válogatott vízilabdázó, az Sydney Uni Water Polo Club játékosa.

## Nemzetközi eredményei
- Világliga 6. hely (Firenze, 2011)
- Világbajnoki 9. hely (Sanghaj, 2011)
- Világliga 7. hely (Almati, 2012)
- Olimpiai 7. hely (London, 2012)
- Világbajnoki 8. hely (Barcelona, 2013)
- Világliga 4. hely (Dubaj, 2014)
- Világliga 5. hely (Bergamo, 2015)
- Világbajnoki 8. hely (Kazany, 2015)
- Világliga 5. hely (Huizhou, 2016)
- Olimpiai 9. hely (Rio de Janeiro, 2016)